# Heschbon-Ostraka
Als Heschbon-Ostraka bezeichnet man eine Gruppe beschrifteter Tonscherben aus der Eisenzeit, die auf dem Tell Hesban, dem antiken Heschbon, gefunden wurden. Die Sprache der sehr kurzen Texte – auf einigen der Ostraka sind nur einzelne Buchstaben oder Buchstabenreste zu erkennen – ist umstritten. Üblicherweise werden die Ostraka I und II für aramäisch gehalten, die übrigen für ammonitisch, während andere die These einer moabitischen Herkunft vertreten.
Die Nummerierung erfolgt in römischen Zahlen entsprechend der Fundreihenfolge. Für die endgültige Publikation wurden die Ostraka mit lesbarem Text entsprechend der vermuteten Abfassungszeit neu nummeriert. Die Ostraka befinden sich im Besitz des archäologischen Museums in Amman.

## Ostrakon I (H5)
Das Ostrakon wurde im Sommer 1968 bei der ersten Grabungskampagne auf dem Tell gefunden und trägt die Fundnummer 309. Es gehört einer Schicht an, die der Perserzeit angehört. Seine Maße betragen zirka 5,4 × 5,3 cm. Es ist an drei Seiten abgebrochen, der Text daher nur unvollständig erhalten. Zudem durchziehen drei Furchen die Oberfläche der Tonscherbe.
Der erhaltene Text enthält auf fünf Zeilen Personennamen, teilweise mit davorgesetztem בן („Sohn [von]“). Die Namen sind westsemitischer (zum Beispiel „Usi'el“) und eventuell ägyptischer („Psammi“ von Psammetich) Herkunft. Der Name ננידן (etwa „Nanaidin“) auf Zeile fünf enthält zudem als theophores Element den Namen der mesopotamischen Göttin Nanai. Entweder ist er westsemitisch als „(die Göttin) Nanai richtet“ oder neubabylonisch „(die Göttin) Nanai hat gegeben“ zu deuten. Auf den Namen folgt die Zahlenangabe 1. Dies legt nahe, dass es sich bei dem Ostrakon um eine Liste von Bezahlungen, Zuweisung von Rationen o. ä. handelt.
Die Buchstaben Beth und Ajin sind leicht nach oben geöffnet. Eine paläographische Analyse ergibt eine Datierung des Ostrakons um 500 v. Chr., die Schrift ist aramäisch, wenngleich die Sprache aufgrund des Wortes בן für „Sohn“ ein kanaanäischer Dialekt sein dürfte, da das Aramäische hierfür בר („bar“) benutzt.

## Ostrakon II (H4)
Im Sommer 1971 wurde auf dem Tell ein weiteres Ostrakon gefunden, es trägt die Objektnummer 803. Der archäologische Kontext legt eine Datierung in das 7. oder 6. Jahrhundert v. Chr. nahe. Aufgrund der Schriftanalyse ergibt sich eine Datierung in das späte 6. Jahrhundert. Die Schriftform ist als aramäisch anzusehen.
Das Ostrakon misst etwa 33 × 42 mm und enthält nur sehr fragmentarischen Text auf fünf Zeilen, unter anderem den Namen „Tamakh'el“ und eventuell „Männer von Gebal“. Es handele sich dabei nach Meinung des Herausgebers F.M. Cross um die früheste außerbiblische Erwähnung dieses Ortes im Ostjordanland, nicht zu verwechseln mit dem phönizischen Gebal (Byblos) im heutigen Libanon (vgl. Ps 83,8 ). Aufgrund einiger fraglicher Lesungen und Ergänzungen nahm F.M. Cross an, dass das Ostrakon in aramäischer Sprache geschrieben sei. Dies ist jedoch gänzlich ungesichert. W. Shea dagegen identifiziert den im Ostrakon erwähnten Ort ebenso mit Byblos wie den Ort in Ps 83 und spekuliert über eine geschäftliche Mission von Männern aus Byblos, die in Sukkot auf den ammonitischen Beamten „Tamakh'el“ träfen, worüber dieser mit dem Ostrakon Bericht erstatte.

## Ostrakon IV (H1)
Ostrakon IV wurde im Juli 1973 gefunden und erhielt die Registriernummer 1657. Der Fundkontext deutet auf die späte Eisenzeit II oder die frühe Perserzeit (6. Jahrhundert). Der linke Rand ist abgebrochen, so dass die Enden der ersten Zeilen nicht erhalten sind. Oberer und unterer Rand hingegen scheinen unversehrt zu sein. Trotz der rauen und damit für Beschriftung eher ungünstigen Oberfläche sind die elf Zeilen Text größtenteils gut lesbar. Die Schriftform ist ammonitisch und lässt sich etwa in die Zeit um 600 v. Chr. datieren.
Im erhaltenen Text werden Namen bzw. an erster Stelle das Wort für König mit vorangestellter Präposition -ל (le-) genannt, sodann folgen Aufzählungen von Gütern: Getreide, Wein, Kleinvieh und anderes. Strukturell ähnliche Listen finden sich z. B. in den Samaria-Ostraka. Es handelt sich offenbar um Empfangsbescheinigungen für Güter, die an den königlichen Hof geliefert wurden.
Sprachlich bietet das Ostrakon bemerkenswerte Einsichten. Das Wort für Wein wird ין („jen“) geschrieben gegenüber Hebräischem יין („jajin“) und belegt damit, dass der ursprüngliche Diphthong *aj im Lokaldialekt zu *ē kontrahiert wurde. Das Relativpronomen lautet אש („asch“) wie im Phönizischen, während Standardhebräisch und -moabitisch אשר („ascher“) verwenden. Das Verb für „geben“ wiederum lautet נתן („ntn“) wie im Hebräischen und Moabitischen, während Phönizisch die Neubildung יתן („jtn“) benutzt. Vom Aramäischen ist die Sprache des Ostrakons z. B. dadurch unterschieden, dass der stimmlose dentale Frikativ (θ) mit ש und nicht mit ת wiedergegeben wird sowie durch die Verwendung des Wortes בן („ben“) für „Sohn“ (aramäisch „bar“).

## Ostraka V (H6) bis VIII
Ostrakon V (Fundnummer 1656) enthält Reste eines Namens, der sich als נתנאל (etwa „Natan'el“) oder מתנאל (etwa „Matan'el“) rekonstruieren lässt. Es gehört nach Ausweis des archäologischen Kontextes und der Paläographie etwa in das 7. Jahrhundert v. Chr. Aus derselben Zeit dürfte Ostrakon VI (Fundnummer 1676) stammen, welches lediglich Reste eines Aleph enthält. Ostrakon VII (Fundnummer 1659) zeigt Spuren von Beschriftung, ist jedoch komplett unleserlich. Gleiches gilt für Ostrakon VIII (Fundnummer 1658).